# State Street Global Advisors
State Street Global Advisors (SSGA) er en amerikansk formueforvaltningsvirksomhed og investeringsdivisionen i State Street Corporation. De har aktiver under forvaltning for 3,6 billioner USD. SSGA har ca. 2.500 ansatte i 28 lande.
State Street Global Advisors blev etableret i 1978 i Boston, Massachusetts.